# فوريست أوف دين (دائرة انتخابية في المملكة المتحدة)
فوريست أوف دين (بالإنجليزية: Forest of Dean)‏ هي إحدى الدوائر الانتخابية في المملكة المتحدة الممثلة في مجلس العموم في برلمان المملكة المتحدة.
عضو البرلمان الذي يمثلها حالياً هو :Mr Mark Harper (Con).